# 嘉興 (西涼)
嘉興（かこう）は、五胡十六国時代、西涼の君主李歆の治世で使用された元号。417年2月 - 420年7月。

## 西暦・干支との対照表
| 嘉興 | 元年  | 2年   | 3年   | 4年   |
| 西暦 | 417年 | 418年 | 419年 | 420年 |
| 干支 | 丁巳  | 戊午  | 己未  | 庚申  |